# Bob Brozman
Bob Brozman (né le 8 mars 1954 à New York et mort le 23 avril 2013 à Santa Cruz, en Californie) est un guitariste et chanteur américain aussi à l'aise dans le blues, le folk, le jazz, et divers langages des musiques du monde.

## Biographie
Né dans une famille très fortunée à New York en 1954, Bob Brozman démarre l'apprentissage de la guitare dès son enfance. Il se consacre plus tard à l'étude de la musique et de l'ethnomusicologie à l’université de Washington avant de se consacrer à sa carrière de musicien. Son premier album est enregistré en 1981.
À la suite de sa rencontre avec Tau Moe et la Tau Moe Family, il découvre la guitare hawaïenne et en fait une de ses spécialités ayant récupéré la plupart des techniques de Tau Moe.
Il devient ensuite collectionneur et spécialiste des guitares et instruments à résonateur National avant de publier en 1993 un ouvrage qui leur est consacré : The History and artistry of National Resonator Instruments (l'histoire et l'artisanat des instruments à résonateurs National).
Dans ses nombreux albums jusqu'en 2007 il a collaboré avec de talentueux musiciens tels que Debashish Bhattacharya, René Lacaille, Led Ka'apana.
Il se suicide par asphyxie au monoxyde de carbone dans son garage en utilisant l'échappement d'une de ses voitures de luxe le 23 avril 2013, d'après certains témoignages cet acte aurait été motivé par le désir d'échapper à des poursuites judiciaires pour pédophilie et agression sexuelle.

## Citations

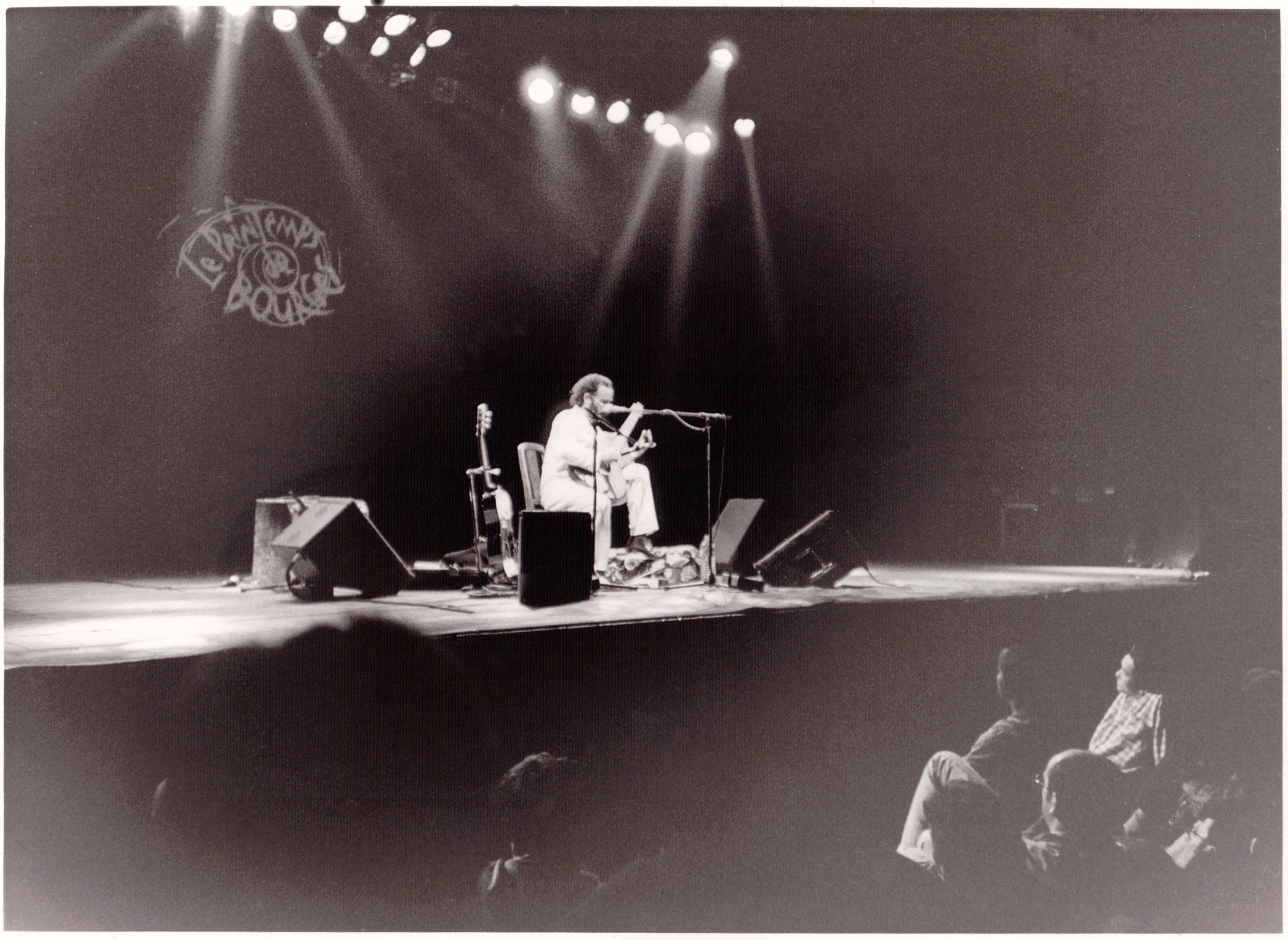
« Le Printemps de Bourges », samedi 20 avril 1996.

- « En Papouasie comme à Hawaï, à l'île de la Réunion, à Okinawa, la musique transpire la nature. Tu la sens tout le temps. Les îles ont été les premiers laboratoires de musiques du monde : la manière de jouer en Nouvelle-Bretagne évoque celle du XIXe siècle à Hawaï, où, après la pratique des chants tribaux, sont arrivés les missionnaires et l'harmonie européenne, puis les cowboys mexicains avec leurs guitares aux accordages divers et les yodles, qui étaient alors très populaires. »[5]
- « J'ai pas le flouz mais j'ai le blues », au Printemps de Bourges, le samedi 20 avril 1996[6].
- « Il y a tant de musique sur cette Terre que je dormirai dans une prochaine vie[7]. »

## Discographie

### Disques personnels
- 1981 : Blue Hula Stomp
- 1983 : Snapping the Strings
- 1985 : Hello Central... Give Me Dr. Jazz
- 1988 : Devil's Slide
- 1989 : Remembering the songs of our youth, avec The Tau Moe Family (en)
- 1992 : A Truckload of Blues
- 1993 : Slide a go-go
- 1995 : Blues 'Round the Bend
- 1997 : Golden Slide
- 1997 : Kika Kila Meets Ki Ho'Alu, avec Ledward Kaapana
- 1998 : Kosmik Blues & Groove
- 1998 : Sunrise, avec Debashish Bhattacharya
- 1999 : Four hands sweet and hot, avec Cyril Pahinui
- 1999 : Ocean Blues, avec Djeli Moussa Diawara
- 1999 : The Running Man
- 2000 : Get together, avec Woody Mann (en)
- 2000 : JIN JIN, avec Takashi Hirayasu (en)
- 2000 : In the saddle, avec Ledward Kaapana
- 2000 : Tone poems III, avec Mike Auldridge (en) et David Grisman
- 2001 : Nankuru Naisa, avec Takashi Hirayasu
- 2001 : Live Now
- 2002 : Digdig, avec René Lacaille (Riverboat - World Music Network)
- 2002 : Rolling through this world, avec Jeff Lang (Australien)
- 2003 : Mahima, avec Debashish Bhattacharya (en)
- 2003 : Metric Time
- 2005 : Songs of the volcano, avec des ensembles à cordes de Papouasie-Nouvelle-Guinée
- 2006 : Blues Reflex (Ruf Records)
- 2007 : Lumiere (Riverboat / World Music Network)
- 2008 : Post industrial blues
- 2010 : Six Days in Down
- 2012 : Fire in the mind

### Participations
- 1998 : Waltz of Wind, de Ledward Kaapana (Dancing Cat Records), avec Sonny Landreth

## Filmographie
- 2005 : Live at the Underground in Germany (concert à Cologne)

## Derniers concerts en France
- le 20 avril 1996 au Printemps de Bourges
- le 27 avril 2007 à Alençon avec Corey Harris en 1re partie
- le 28 avril 2007 à Saint-Orens-de-Gameville (Haute-Garonne)
- en juin 2008, au festival de Pause Guitare à Albi
- le 25 septembre 2009 au festival Automnales de Ballainvilliers, à Ballainvilliers (Essonne), avec Solorazaf en première partie.
- les 30 et 31 janvier 2010 au festival La Nuit de la Guitare à Douai (Nord) avec Gérard Butcher, Serge Lopez Trio et Sylvain Luc.
- le 30 octobre 2010 à Lavaur[8] (Tarn), avec Franz Robert Wild, suivi d'une masterclass les 31 octobre et 1er Novembre.
- le 10 novembre 2011, au Colombier à Magnanville (Yvelines) dans le cadre du festival Blues sur Seine
- le 15 novembre 2011, à la Baie des Singes à Cournon-d'Auvergne (Puy-de-Dôme)
- le 18 novembre 2011, au festival du Blues de Traverse à Cléon (Seine-Maritime)
- le 22 novembre 2011, à La Chapelle-Saint-Aubin (Sarthe) [9]
- du mardi 23 au vendredi 26 octobre au Bijou à Toulouse (Haute-Garonne)
- le 19 octobre 2012 à Sauveterre-de-Rouergue (Aveyron), suivi d'un workshop les 20 et 21 octobre 2012